# John Dorian

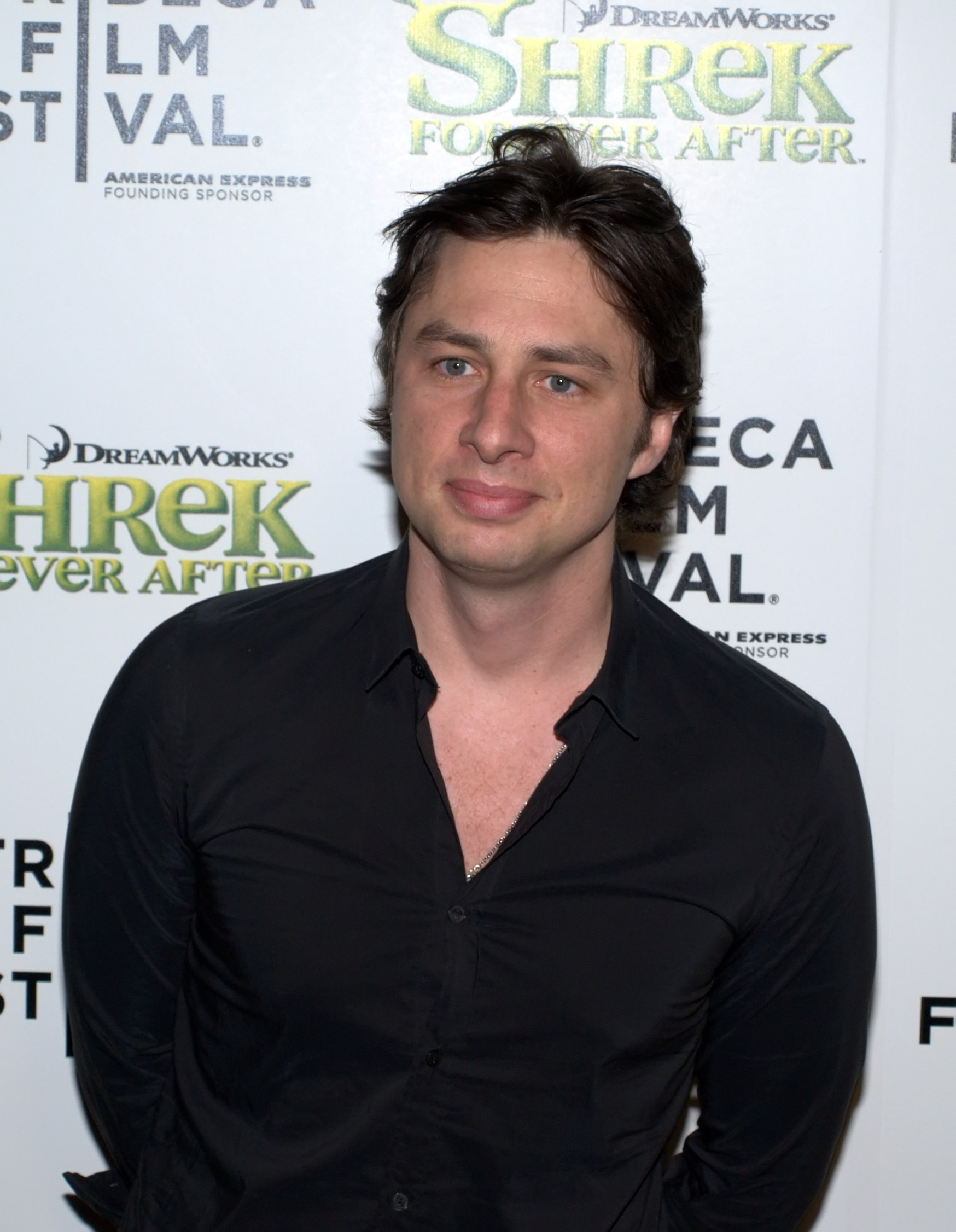
Zach Braff, odtwórca roli Johna Doriana

John Dorian – fikcyjna postać, bohater komediodramatu medycznego stacji NBC (2001-2008) i ABC (2009-2010) Hoży doktorzy, grany przez Zacha Braffa.
Dr John Michael "J.D." Dorian jest głównym bohaterem i narratorem serialu. Jego głos pojawiający się w odcinkach prezentuje także jego myśli, a często łączy luki między odcinkami. JD pojawiał się w każdym odcinku pierwszych ośmiu sezonów z wyjątkiem odcinków Moja nieobecność i Moja pełnia księżyca należące do ósmego sezonu. Braff był także członkiem ekipy w sześciu odcinkach sezonu dziewiątego. Za wykreowany wizerunek Johna Doriana, Zach Braff był nominowany w 2005 roku do nagrody Emmy oraz w 2004, 2005 i 2006 do Złotego Globu.

## Postać
Przydomek "J.D." wziął się od dra Jonathana Dorisa, przyjaciela twórcy serii Billa Lawrence'a. W serialu pracuje razem z ekipą jako konsultant medyczny. Według Zacha Braffa po siedmiu latach wiele cech J.D. pozostało nieodkrytych. Siódmy sezon przyniósł pewne zmiany o które domagali się widzowie. Braff twierdzi, że J.D. ewoluował w trakcie serii, ale jednocześnie nie mógł robić tego zbyt szybko, gdyż twórcy musieli mieć na uwadze to czego chcieli fani.

## Charakter

### Osobowość
J.D. jest ukazany jako postać mająca swoje dziwactwa, które objawiają się w postaci jego marzeń. Gdy to robi, przechyla głowę do tyłu i w lewo, tępo patrząc w górę. Jego marzenia są surrealistyczne i dotyczą sytuacji, która właśnie się wydarzyła. Często po takich marzeniach następuje komentarz do nich wypowiadany przez Doriana lub inne postacie w pobliżu. Sytuacje, które zaprezentowane są w postaci jego marzeń, zazwyczaj są dziwne. Komentarze J.D. są niepowiązane z pierwotnym tematem akcji, przez co skupia na sobie dziwne spojrzenia innych postaci.
Mimo wielu wad, dziwactw i niepewności, J.D. jest ukazany w serialu jako bardzo wykwalifikowany lekarz. Posiada on wiele litości dla swoich pacjentów, "dobre instynkty", dużo determinacji oraz entuzjazmu dla swojej pracy.

### Rodzina
Dorastał w Trotwood w stanie Ohio wraz z rodzicami – Samem (John Ritter) i Barbarą Hoobs oraz starszym bratem Danem (Tom Cavanaugh), do którego posiada ambiwalentny stosunek.

### Praca
J.D. zaczyna pracować jako stażysta, a po roku staje się rezydentem, następnie lekarzem chorób wewnętrznych, a w końcu szefem stażystów. W szpitalu Sacred Heart (Świętego Serca) pracuje już wtedy dr Perry Cox (John C. McGinley), który odnosi się do J.D. używając różnych pseudonimów, w tym całej serii imion żeńskich. Dorian uznaje jednak dra Coxa za swojego mentora, czemu stanowczo sprzeciwia się Cox. Lekarz wstydzi się do tego przyznać, jednak lubi J.D., a nawet dba o niego i uznaje go za dobrego lekarza, służąc swoją radą w kilku przypadkach. W odcinku "Mój upadły idol", J.D. początkowo odmawia wizyty u Coxa w mieszkaniu, gdy ten ostatni przeżywa załamanie po śmierci trzech pacjentów w odcinku "Mój lunch". Dorian twierdzi, że nie podoba mu się, że Cox nie pojawia się w pracy, ale chodzi pijany. Później przyznał jednak, że wciąż patrzy na niego jak na bohatera. J.D. podziwia go za to, że po tylu latach pracy nadal zależy mu na pacjentach. Pod koniec odcinka, dzięki Dorianowi dr Cox (nazywa wyjątkowo J.D. po imieniu) przezwycięża ciężką depresję. Po awansie Coxa na dyrektora medycznego, lekarz często ma inne zdanie w sprawie szpitala niż J.D. Cox zmienia stosunek do dra Boba Kelso (Ken Jenkins), który był jego poprzednikiem, na zdecydowanie lepszy, w porównaniu do poprzednich sezonów. W "nowej roli" Kelso radzi J.D., aby był tym, który będzie naciskać na nowego dyrektora, aby interweniował w sprawy szpitala, jeśli są one istotne, nawet jeśli oznacza to walkę z Coxem. W pewnym momencie J.D. porzuca pracę w szpitalu Świętego Serca i stara się o pracę w szpitalu St Vincent, aby być bliżej swojego syna Sama. W odcinku "Mój finał", Cox przyznaje, że J.D. jest wyjątkowym lekarzem, człowiekiem i przyjacielem, aczkolwiek robi to, gdy Dorian tego nie słyszy.
J.D. jest także zaangażowany w stałą walkę z dozorcą (Neil Flynn) zwanym także "cieciem" od pierwszego odcinka. Przyczyną tego jest sytuacja, w której dozorca próbuje otworzyć drzwi, gdy te zostały zablokowane. Lekarz powiedział, że w drzwiach mogła utknąć moneta. Cieć odpowiada że jeśli w drzwiach rzeczywiście znajdzie monetę lekarz będzie mieć kłopoty. Później gdy Dorian idzie przez szpital Dozorca pokazuje mu monetę którą znalazł w drzwiach i poprzysięga zemstę na młodym lekarzu. W całej serii woźny robi żarty J.D. Po odejściu lekarza ze szpitala, dozorca również odchodzi.
W sezonie 9. Dorian staje się profesorem szkoły medycznej Uniwersytetu Winston zbudowanego na miejscu starego szpitala Najświętszego Serca. Na początku ma kłopoty z zaangażowaniem studentów. Serial w 9 sezonie budowany jest na nowym głównym bohaterze Lucy Bennet (Kerry Bishé), której opiekunem jest J.D. i doradza jej jako lekarz. W odcinku "Nasze historie" mówi jej jednak, że planuje przenieść się i ona musi znaleźć nowego opiekuna. W odcinku "Nasze tajemnice" opuszcza swoje stanowisko wykładowcy i przestaje być mentorem Lucy. Mówi jej, że musi nauczyć się funkcjonować na własną rękę. John Dorian po raz ostatni pojawia się w serialu w odcinku "Nasze sprawy stają się poważne".

### Przyjaciele
John Dorian często spędza czas z Chrisem Turkiem (Donald Faison), jego najlepszym przyjacielem i "zastępczym bratem", którego spotkał, gdy byli współlokatorami w akademiku College of William and Mary w Williamsburgu w Wirginii. J.D. jest jakby zaangażowany w związek z Turkiem i przechodzi przez pewne etapy depresji, gdy nie może być z nim. W pierwszym odcinki Turk proponuje, aby każdy z nich miał oddzielne mieszkanie. J.D. prowadzi monolog wewnętrzny, w którym uważa, że to głupi pomysł. Na końcu odcinka znów mieszkają jednak razem. Ich przyjaźń jest często przedstawiana jako kochające się małżeństwo. W odcinku "Mój musical" występuje piosenka, w której śpiewają o swoich uczuciach.
Pierwszego dnia spotyka również przyszłą żonę Turka - Carlę Espinosę (Judy Reyes), pielęgniarkę, która nazywa go Bambi. W odcinku "Mój finał" ujawnia ona, że nazywa go tak, gdyż przez cały czas pomagała mu zostać lekarzem, co porównała do nauki chodzenia.

### Miłość
J.D. w pierwszym odcinku spotyka, a później tworzy związek z Elliot Reid (Sarah Chalke). Oboje tworzą romantyczny związek w odcinku "Mój narkotykowy kumpel", jednak rozpada się on już w następnym odcinku, gdy uświadamiają sobie, że nie działają jako para.
W odcinku "Mój potwór" z drugiego sezonu, J.D. i Elliot śpią razem, a Dorian zaprasza Reid do zamieszkania z nim dopóki ta nie znajdzie miejsca do zamieszkania. W kolejnym odcinku J.D. i Elliot postanawiają zostać "sex-kumplami", jednak lekarz uświadamia sobie, że nadal chciałby być w związku z nią.  Zanim zdążył jej to powiedzieć, ona stwierdziła, że chce zaprzestać przypadkowego seksu oraz doszła do wniosku, że żadne z nich nie chce związku. W odcinku "Mój nowy stary przyjaciel" Elliot traci wszystkie swoje rzeczy i potrzebuje przyjaciela, lecz J.D. jest zajęty znalezieniem nowej miłości i ułożeniem sobie życia bez Reid. Ona mówi mu jednak, że go potrzebuje. Dorian wraca do niej mówiąc, że woli przyjaźń z kobietą, którą kochał niż związek z kimś w kim nie jest zakochany.
Do końca 2 sezonu J.D. nadal nie wyznał swoich uczuć Elliot. W trzecim sezonie zaprezentowany zostaje związek Elliot z Seanem (Scott Foley). W odcinku "Moja wina" J.D. wyznaje jej miłość, a ona odchodzi od Seana dla niego. Dorian zdaje sobie jednak sprawę, że po trzech latach nie chce być już z nią. Elliot, która ma złamane serce jest wściekła na J.D., ale ostatecznie musi się z tym pogodzić i zdać sobie sprawę, że utraciła wszystkie romantyczne uczucia.
Tak jest do zakończenia sezonu 6, gdzie ich związek wydaje się ożywiać. Odcinek "Mój punkt bez wyjścia" kończy leżąca Elliot z Dorianem na łóżku w pokoju, kiedy to lekarz dostaje wezwanie do szpitala. Sprawa rozwiązuje się w sezonie 7, gdzie oboje twierdzą, że ich prawie-pocałunek nie miał nic wspólnego z ich uczuciami do siebie. W sezonie 8 wydaje się, że ich związek został na nowo rozpoczęty. W odcinku "Mój raj" J.D. i Elliot mówią o swojej przyszłości, a dr Kelso daje im życiowe rady, które oni przyjmują, przez co on jest z nich zadowolony. Odcinek kończy wyjście pary trzymającej się za ręce.
W odcinku "Moje ABC" przyznają, że zaczynają spotykać się ponownie. W finale 8 sezonu zasugerowane zostało, że J.D. i Elliot wezmą ślub i będą mieli dziecko.
J.D. oprócz Elliot miał romantyczne i seksualne powiązania z innymi kobietami, w tym Kim Briggs (Elizabeth Banks). Była ona matką jego pierwszego dziecka Sama Perrego Gilligana Doriana. Innymi kobietami były Jordan Sullivan (Christa Miller), ex-żona dra Coxa z którym nadal mieszkała oraz jej młodsza siostra Danni Sullivan (Tara Reid).
W sezonie 9 okazuje się, że J.D. i Elliot w rzeczywistości biorą ślub, a ona spodziewa się dziecka. J.D. wprowadza poranny rytuał kiedy przed klasą całuje w brzuch Eliiot. W odcinku "Nasze sprawy stają się poważne" idą razem na "babymoon" czyli romantyczny wieczór dla rodziców spodziewających się dziecka.